# 齐映
齊映（747年—795年），瀛州高陽（今河北高陽）人。
父齊玘，官至檢校兵部侍郎。齊皎之弟，善畫山水。唐代宗大历四年（769年）己酉科状元，舉博學鴻詞，補河南府參軍，滑亳節度使令狐彰聘为掌书记。令狐彰病重时，召见齐映起草临终章表，齐映劝他请求朝廷派替代他的人，並遣子回京都私第。令狐彰都同意，还把女儿许配给齐映。令狐彰死后，发生了兵乱，齊映逃归东都，河阳三城使马燧聘為判官，上奏为殿中侍御史。建中年初（780年）宰相卢杞举荐升刑部员外郎。张镒出镇凤翔（治所在今凤翔），齐映任张镒判官。建中四年（783），爆發泾原兵变，唐德宗出奔奉天（今陕西乾县)。张镒被部将李楚琳所杀，齐映逃至奉天，授御史中丞。興元元年（784年）随帝巡幸梁州（今陕西固城以西），路途险峻难行，齐映为德宗牵马，德宗恐马伤齐映，命其放缰辔，他说：“马奔踢，不过伤臣，若危及圣上，臣虽死不足推责。”官给事中，又改中书舍人。貞元二年（786年）以舍人同中书门下平章事，不久改中書侍郎，封河間縣男，與崔造、劉滋共同輔政。齊映與左僕射张延赏早年有交情，张延赏向齐映为亲属求官，遭拒，遂怀恨在心，向皇帝弹劾齐映“非宰相之器”。贞元三年正月二十七日，被贬为夔州（今重庆奉节）刺史，转衡州刺史。後為桂管、江西兩觀察使。贞元十一年七月卒。追赠为礼部尚书，諡曰忠。

## 延伸阅读
[在维基数据编辑]
 《舊唐書/卷136》，出自刘昫《舊唐書》
 《新唐書·卷150》，出自《新唐書》